# سارت-نوروزوو
سارت-نوروزوو (انگلیسی: Sart-Nauruzovo) یک شهرک در شهرستان کارماسکالینسکی استان باشقیرستان کشور روسیه است.